# Powiat Pruszkowski
Der Powiat Pruszkowski ist ein Powiat (Kreis) in der Woiwodschaft Masowien in Polen. Der Powiat hat eine Fläche von 246,3 km², auf der 143.036 Einwohner leben. Die Bevölkerungsdichte beträgt 581 Einwohner auf 1 km² (2004).

## Gemeinden
Der Powiat umfasst sechs Gemeinden, davon zwei Stadtgemeinden, eine Stadt-und-Land-Gemeinde und drei Landgemeinden.

### Stadtgemeinden
- Piastów
- Pruszków

### Stadt-und-Land-Gemeinde
- Brwinów

### Landgemeinden
- Michałowice
- Nadarzyn
- Raszyn